# What Not to Wear
What Not to Wear (¡No te lo pongas! en español) es un reality show del Reino Unido presentado por Trinny Woodall y Susannah Constantine. Posteriormente, tomaron el relevo Lisa Butcher y Mica Paris. El programa fue nominado al premio BAFTA en la edición del año 2000. La versión de Estados Unidos es presentada por Clinton Kelly y Stacy London.

## Trama
El reality se basa en dos expertos de moda que intentarán cambiar los hábitos de vestir de los concursantes. Los seleccionados reciben tarjeta de crédito de £5000, pero hay dos condiciones: 
1. Deshacerse de toda su ropa antigua.
2. Hacer caso en lo que digan los expertos en moda.

Después de aceptar estas condiciones, los estilistas y la persona a la que van a ayudar se van a la ciudad para empezar el programa en la misma calle.

## Presentadores

### Actuales (en Estados Unidos)
- Stacy London
- Clinton Kelly

Recientes
- Lisa Butcher (2006 - actualidad)
- Mica Paris (2006 - actualidad)

### Anteriores
- Trinny Woodall (2001 - 2005)
- Susannah Constantine (2001 - 2005)

## Retransmisiones internacionales
La versión británica de What Not to Wear ha sido transmitida en numerosos países en inglés con subtítulos traducidos o doblada.
- Colombia en Discovery Home and Health (bajo el nombre: No te lo pongas)
- Australia en Lifestyle Channel
- Argentina en Discovery Home and Health
- Bélgica en VijfTV
- Brasil en Discovery Home and Health  (bajo el nombre Esquadrão da Moda, y con versión brasileña homónima en SBT)
- Canadá en BBC Canada
- Irlanda en TV3
- Nueva Zelanda en TV ONE
- Perú en Discovery Home and Health
- Polonia en TVN Style (bajo el nombre: Jak się nie ubierać?)
- Portugal en People+Arts (bajo el nombre: Esquadrão da Moda)
- Sudáfrica en BBC Prime
- Emiratos Árabes Unidos en MBC 4
- España en People+Arts (bajo el nombre No te lo pongas)
- Reino Unido en BBC
- Estados Unidos en BBC America
- México en Discovery Home and Health (bajo el nombre: No te lo pongas)
- Venezuela en Discovery Home and Health (bajo el nombre: No te lo pongas)
- Chile en Discovery Home and Health (bajo el nombre: No te lo pongas)
- Ecuador en Discovery Home and Health (bajo el nombre: No te lo pongas)